# Charlton St Peter
 (septembre 2023).
Pour les articles homonymes, voir Charlton.
Charlton St Peter est une paroisse civile et un village du Wiltshire, en Angleterre.